# Myrmica ereptrix
Myrmica ereptrix је инсект из реда Hymenoptera и фамилије Formicidae. 

## Угроженост
Ова врста се сматра рањивом у погледу угрожености врсте од изумирања.

## Распрострањење
Индија је једино познато природно станиште врсте.

## Станиште
Врста Myrmica ereptrix има станиште на копну.